# Президентские выборы в Италии (1971)

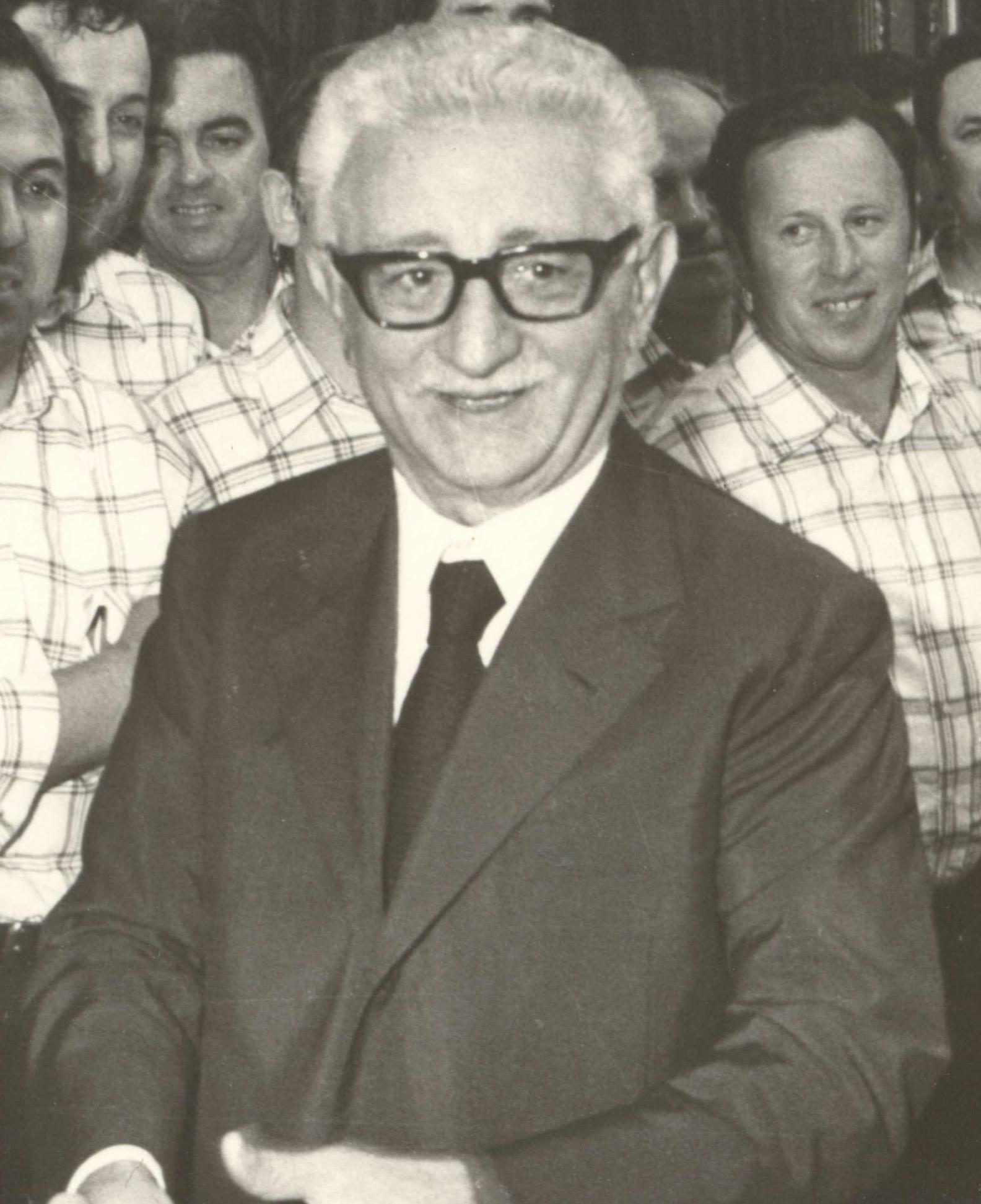
Джованни Леоне

Президентские выборы в Италии 1971 года проходили в соответствии с Конституцией. Согласно статье 83 Конституции, выборы президента Италии осуществляются парламентом на совместном заседании его членов. Для избрания кандидат должен получить большинство в две трети голосов членов собрания. После третьего голосования достаточно абсолютного большинства.
Выборы проходили с 9 по 24 декабря 1971 года, для избрания президента потребовалось 23 тура голосования. В 23-м туре победу одержал Джованни Леоне.

## 9 декабря 1971

### 1 тур
Присутствовало: 987, Голосовало: 987, Воздержались: 0
Число голосов, необходимое для избрания: 672
| Кандидат                   | Число голосов |
| -------------------------- | ------------- |
| Франческо Де Мартино       | 397           |
| Аминторе Фанфани           | 384           |
| Джованни Малагоди          | 49            |
| Джузеппе Сарагат           | 45            |
| Аугусто Де Марсаниш        | 42            |
| Пустые бюллетени           | 57            |
| Отсутствующие бюллетени    | 12            |
| Недействительные бюллетени | 1             |

Ни один из кандидатов не набрал необходимого большинства, поэтому был назначен 2-й тур.

### 2 тур
Присутствовало: 986, Голосовало: 986, Воздержались: 0
Число голосов, необходимое для избрания: 672
| Кандидат                   | Число голосов |
| -------------------------- | ------------- |
| Франческо Де Мартино       | 398           |
| Аминторе Фанфани           | 368           |
| Джованни Малагоди          | 50            |
| Джузеппе Сарагат           | 46            |
| Аугусто Де Марсаниш        | 39            |
| Пустые бюллетени           | 77            |
| Отсутствующие бюллетени    | 8             |
| Недействительные бюллетени | 0             |

Ни один из кандидатов не набрал необходимого большинства, поэтому был назначен 3-й тур.

## 10 декабря 1971

### 3 тур
Присутствовало: 993, Голосовало: 993, Воздержались: 0
Число голосов, необходимое для избрания: 672
| Кандидат                   | Число голосов |
| -------------------------- | ------------- |
| Франческо Де Мартино       | 404           |
| Аминторе Фанфани           | 384           |
| Джузеппе Сарагат           | 51            |
| Джованни Малагоди          | 50            |
| Аугусто Де Марсаниш        | 38            |
| Пустые бюллетени           | 62            |
| Отсутствующие бюллетени    | 4             |
| Недействительные бюллетени | 0             |

Ни один из кандидатов не набрал необходимого большинства, поэтому был назначен 4-й тур.

### 4 тур
Присутствовало: 997, Голосовало: 997, Воздержались: 0
Число голосов, необходимое для избрания: 505
| Кандидат                   | Число голосов |
| -------------------------- | ------------- |
| Франческо Де Мартино       | 411           |
| Аминторе Фанфани           | 337           |
| Джузеппе Сарагат           | 50            |
| Джованни Малагоди          | 50            |
| Аугусто Де Марсаниш        | 42            |
| Пустые бюллетени           | 64            |
| Отсутствующие бюллетени    | 3             |
| Недействительные бюллетени | 0             |

Ни один из кандидатов не набрал необходимого большинства, поэтому был назначен 5-й тур.

## 12 декабря 1971

### 5 тур
Присутствовало: 995, Голосовало: 995, Воздержались: 0
Число голосов, необходимое для избрания: 505
| Кандидат                   | Число голосов |
| -------------------------- | ------------- |
| Франческо Де Мартино       | 399           |
| Аминторе Фанфани           | 385           |
| Джузеппе Сарагат           | 51            |
| Джованни Малагоди          | 51            |
| Аугусто Де Марсаниш        | 43            |
| Пустые бюллетени           | 62            |
| Отсутствующие бюллетени    | 4             |
| Недействительные бюллетени | 0             |

Ни один из кандидатов не набрал необходимого большинства, поэтому был назначен 6-й тур.

### 6 тур
Присутствовало: 996, Голосовало: 996, Воздержались: 0
Число голосов, необходимое для избрания: 505
| Кандидат                   | Число голосов |
| -------------------------- | ------------- |
| Франческо Де Мартино       | 413           |
| Аминторе Фанфани           | 378           |
| Джузеппе Сарагат           | 50            |
| Джованни Малагоди          | 48            |
| Mariano Rumor              | 6             |
| Пустые бюллетени           | 91            |
| Отсутствующие бюллетени    | 7             |
| Недействительные бюллетени | 3             |

Ни один из кандидатов не набрал необходимого большинства, поэтому был назначен 7-й тур.

## 13 декабря 1971

### 7 тур
Присутствовало: 986, Голосовало: 562, Воздержались: 424
Число голосов, необходимое для избрания: 505
| Кандидат                   | Число голосов |
| -------------------------- | ------------- |
| Франческо Де Мартино       | 408           |
| Джузеппе Сарагат           | 51            |
| Джованни Малагоди          | 50            |
| Пустые бюллетени           | 51            |
| Отсутствующие бюллетени    | 2             |
| Недействительные бюллетени | 0             |

Ни один из кандидатов не набрал необходимого большинства, поэтому был назначен 8-й тур.

### 8 тур
Присутствовало: 987, Голосовало: 564, Воздержались: 423
Число голосов, необходимое для избрания: 505
| Кандидат                   | Число голосов |
| -------------------------- | ------------- |
| Франческо Де Мартино       | 411           |
| Джузеппе Сарагат           | 52            |
| Джованни Малагоди          | 50            |
| Пустые бюллетени           | 48            |
| Отсутствующие бюллетени    | 2             |
| Недействительные бюллетени | 1             |

Ни один из кандидатов не набрал необходимого большинства, поэтому был назначен 9-й тур.

## 14 декабря 1971

### 9 тур
Присутствовало: 984, Голосовало: 563, Воздержались: 421
Число голосов, необходимое для избрания: 505
| Кандидат                   | Число голосов |
| -------------------------- | ------------- |
| Франческо Де Мартино       | 407           |
| Джузеппе Сарагат           | 55            |
| Джованни Малагоди          | 47            |
| Пустые бюллетени           | 48            |
| Отсутствующие бюллетени    | 4             |
| Недействительные бюллетени | 2             |

Ни один из кандидатов не набрал необходимого большинства, поэтому был назначен 10-й тур.

### 10 тур
Присутствовало: 988, Голосовало: 563, Воздержались: 425
Число голосов, необходимое для избрания: 505
| Кандидат                   | Число голосов |
| -------------------------- | ------------- |
| Франческо Де Мартино       | 404           |
| Джузеппе Сарагат           | 56            |
| Джованни Малагоди          | 48            |
| Пустые бюллетени           | 50            |
| Отсутствующие бюллетени    | 3             |
| Недействительные бюллетени | 2             |

Ни один из кандидатов не набрал необходимого большинства, поэтому был назначен 11-й тур.

## 15 декабря 1971

### 11 тур
Присутствовало: 1,000, Голосовало: 988, Воздержались: 12
Число голосов, необходимое для избрания: 505
| Кандидат                   | Число голосов |
| -------------------------- | ------------- |
| Франческо Де Мартино       | 407           |
| Аминторе Фанфани           | 393           |
| Джузеппе Сарагат           | 56            |
| Джованни Малагоди          | 48            |
| Пустые бюллетени           | 60            |
| Отсутствующие бюллетени    | 22            |
| Недействительные бюллетени | 2             |

Ни один из кандидатов не набрал необходимого большинства, поэтому был назначен 12-й тур.

### 12 тур
Присутствовало: 993, Голосовало: 518, Воздержались: 475
Число голосов, необходимое для избрания: 505
| Кандидат                   | Число голосов |
| -------------------------- | ------------- |
| Франческо Де Мартино       | 394           |
| Джузеппе Сарагат           | 48            |
| Пустые бюллетени           | 62            |
| Отсутствующие бюллетени    | 14            |
| Недействительные бюллетени | 1             |

Ни один из кандидатов не набрал необходимого большинства, поэтому был назначен 13-й тур.

## 16 декабря 1971

### 13 тур
Присутствовало: 986, Голосовало: 514, Воздержались: 472
Число голосов, необходимое для избрания: 505
| Кандидат                   | Число голосов |
| -------------------------- | ------------- |
| Франческо Де Мартино       | 407           |
| Джузеппе Сарагат           | 49            |
| Пустые бюллетени           | 48            |
| Отсутствующие бюллетени    | 9             |
| Недействительные бюллетени | 1             |

Ни один из кандидатов не набрал необходимого большинства, поэтому был назначен 14-й тур.

## 17 декабря 1971

### 14 тур
Присутствовало: 984, Голосовало: 475, Воздержались: 509
Число голосов, необходимое для избрания: 505
| Кандидат                   | Число голосов |
| -------------------------- | ------------- |
| Франческо Де Мартино       | 406           |
| Джузеппе Сарагат           | 49            |
| Пустые бюллетени           | 15            |
| Отсутствующие бюллетени    | 5             |
| Недействительные бюллетени | 0             |

Ни один из кандидатов не набрал необходимого большинства, поэтому был назначен 15-й тур.

## 18 декабря 1971

### 15 тур
Присутствовало: 976, Голосовало: 472, Воздержались: 504
Число голосов, необходимое для избрания: 505
| Кандидат                   | Число голосов |
| -------------------------- | ------------- |
| Франческо Де Мартино       | 400           |
| Джузеппе Сарагат           | 42            |
| Пустые бюллетени           | 19            |
| Отсутствующие бюллетени    | 9             |
| Недействительные бюллетени | 2             |

Ни один из кандидатов не набрал необходимого большинства, поэтому был назначен 16-й тур.

### 16 тур
Присутствовало: 969, Голосовало: 425, Воздержались: 544
Число голосов, необходимое для избрания: 505
| Кандидат                   | Число голосов |
| -------------------------- | ------------- |
| Франческо Де Мартино       | 393           |
| Пьетро Ненни               | 7             |
| Аминторе Фанфани           | 6             |
| Алессандро Пертини         | 5             |
| Пустые бюллетени           | 10            |
| Отсутствующие бюллетени    | 3             |
| Недействительные бюллетени | 1             |

Ни один из кандидатов не набрал необходимого большинства, поэтому был назначен 17-й тур.

## 19 декабря 1971

### 17 тур
Присутствовало: 969, Голосовало: 428, Воздержались: 541
Число голосов, необходимое для избрания: 505
| Кандидат                   | Число голосов |
| -------------------------- | ------------- |
| Франческо Де Мартино       | 397           |
| Алессандро Пертини         | 7             |
| Аминторе Фанфани           | 5             |
| Пустые бюллетени           | 13            |
| Отсутствующие бюллетени    | 6             |
| Недействительные бюллетени | 0             |

Ни один из кандидатов не набрал необходимого большинства, поэтому был назначен 18-й тур.

## 20 декабря 1971

### 18 тур
Присутствовало: 976, Голосовало: 429, Воздержались: 547
Число голосов, необходимое для избрания: 505
| Кандидат                   | Число голосов |
| -------------------------- | ------------- |
| Франческо Де Мартино       | 402           |
| Алессандро Пертини         | 7             |
| Пустые бюллетени           | 12            |
| Отсутствующие бюллетени    | 7             |
| Недействительные бюллетени | 1             |

Ни один из кандидатов не набрал необходимого большинства, поэтому был назначен 19-й тур.

## 21 декабря 1971

### 19 тур
Присутствовало: 976, Голосовало: 432, Воздержались: 544
Число голосов, необходимое для избрания: 505
| Кандидат                   | Число голосов |
| -------------------------- | ------------- |
| Франческо Де Мартино       | 390           |
| Алессандро Пертини         | 10            |
| Пьетро Ненни               | 9             |
| Пустые бюллетени           | 17            |
| Отсутствующие бюллетени    | 6             |
| Недействительные бюллетени | 0             |

Ни один из кандидатов не набрал необходимого большинства, поэтому был назначен 20-й тур.

### 20 тур
Присутствовало: 973, Голосовало: 427, Воздержались: 546
Число голосов, необходимое для избрания: 505
| Кандидат                   | Число голосов |
| -------------------------- | ------------- |
| Франческо Де Мартино       | 402           |
| Пустые бюллетени           | 15            |
| Отсутствующие бюллетени    | 10            |
| Недействительные бюллетени | 0             |

Ни один из кандидатов не набрал необходимого большинства, поэтому был назначен 21-й тур.

## 22 декабря 1971

### 21 тур
Присутствовало: 973, Голосовало: 430, Воздержались: 543
Число голосов, необходимое для избрания: 505
| Кандидат                   | Число голосов |
| -------------------------- | ------------- |
| Франческо Де Мартино       | 400           |
| Алессандро Пертини         | 6             |
| Пустые бюллетени           | 17            |
| Отсутствующие бюллетени    | 7             |
| Недействительные бюллетени | 0             |

Ни один из кандидатов не набрал необходимого большинства, поэтому был назначен 22-й тур.

## 23 декабря 1971

### 22 тур
Присутствовало: 991, Голосовало: 991, Воздержались: 0
Число голосов, необходимое для избрания: 505
| Кандидат                   | Число голосов |
| -------------------------- | ------------- |
| Джованни Леоне             | 503           |
| Пьетро Ненни               | 408           |
| Джузеппе Сарагат           | 7             |
| Алессандро Пертини         | 6             |
| Пустые бюллетени           | 46            |
| Отсутствующие бюллетени    | 19            |
| Недействительные бюллетени | 2             |

Ни один из кандидатов не набрал необходимого большинства, поэтому был назначен 23-й тур.

## 24 декабря 1971

### 23 тур
Присутствовало: 996, Голосовало: 996, Воздержались: 0
Число голосов, необходимое для избрания: 505
| Кандидат                   | Число голосов |
| -------------------------- | ------------- |
| Джованни Леоне             | 518           |
| Пьетро Ненни               | 408           |
| Алессандро Пертини         | 6             |
| Пустые бюллетени           | 36            |
| Отсутствующие бюллетени    | 25            |
| Недействительные бюллетени | 3             |

Итог: Джованни Леоне избран президентом Итальянской республики.